# SV Deva Boys
SV Deva Boys was een Surinaamse voetbalclub. De club werd op 22 mei 1966 opgericht en ging na de fusie met FCS Nacional op 22 december 2013 verder als Nacional Deva Boys. De thuisbasis van de club was het Dr. Ir. Franklin Essed Stadion in Paramaribo.